# Emma Thompson

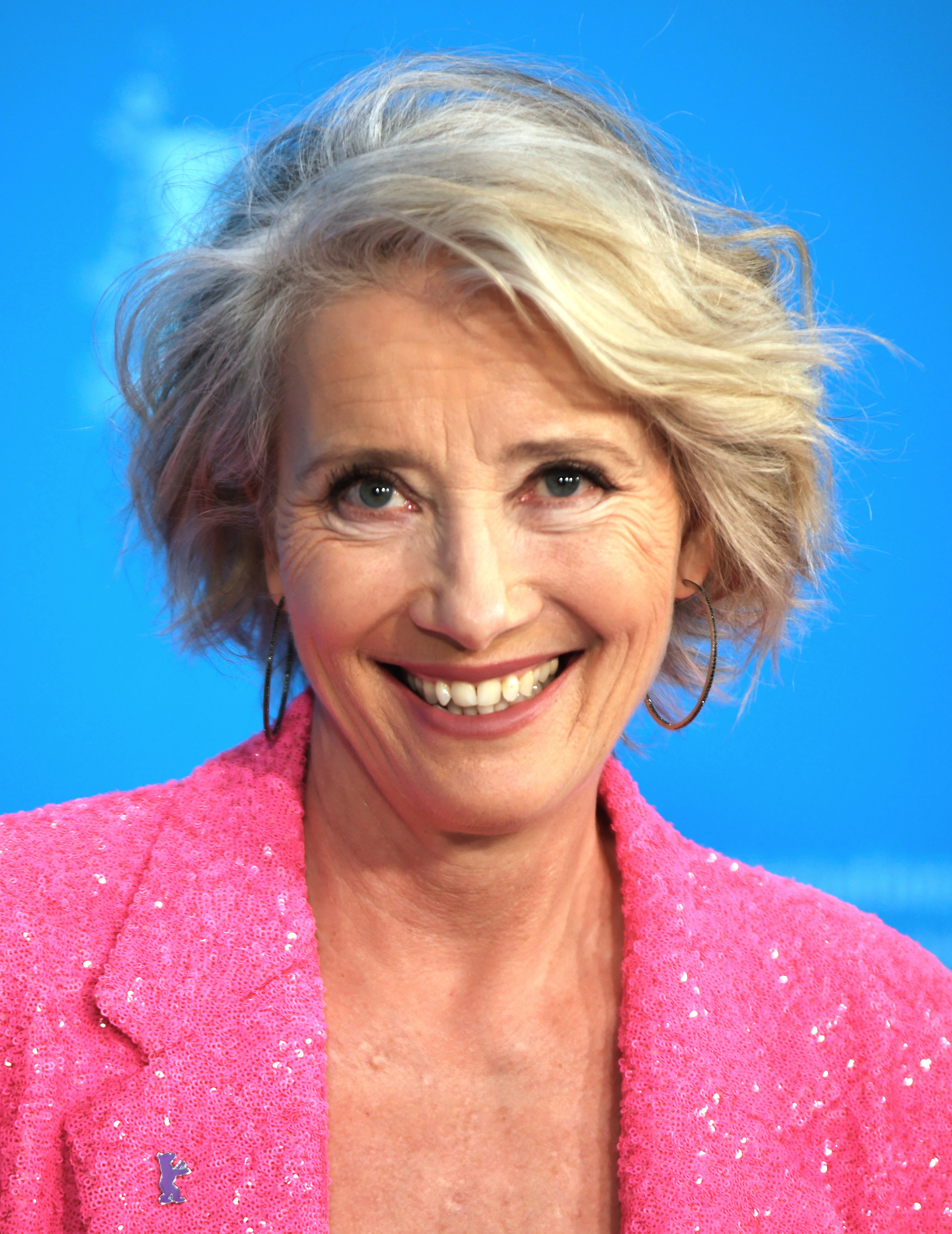
Emma Thompson auf der Berlinale 2022

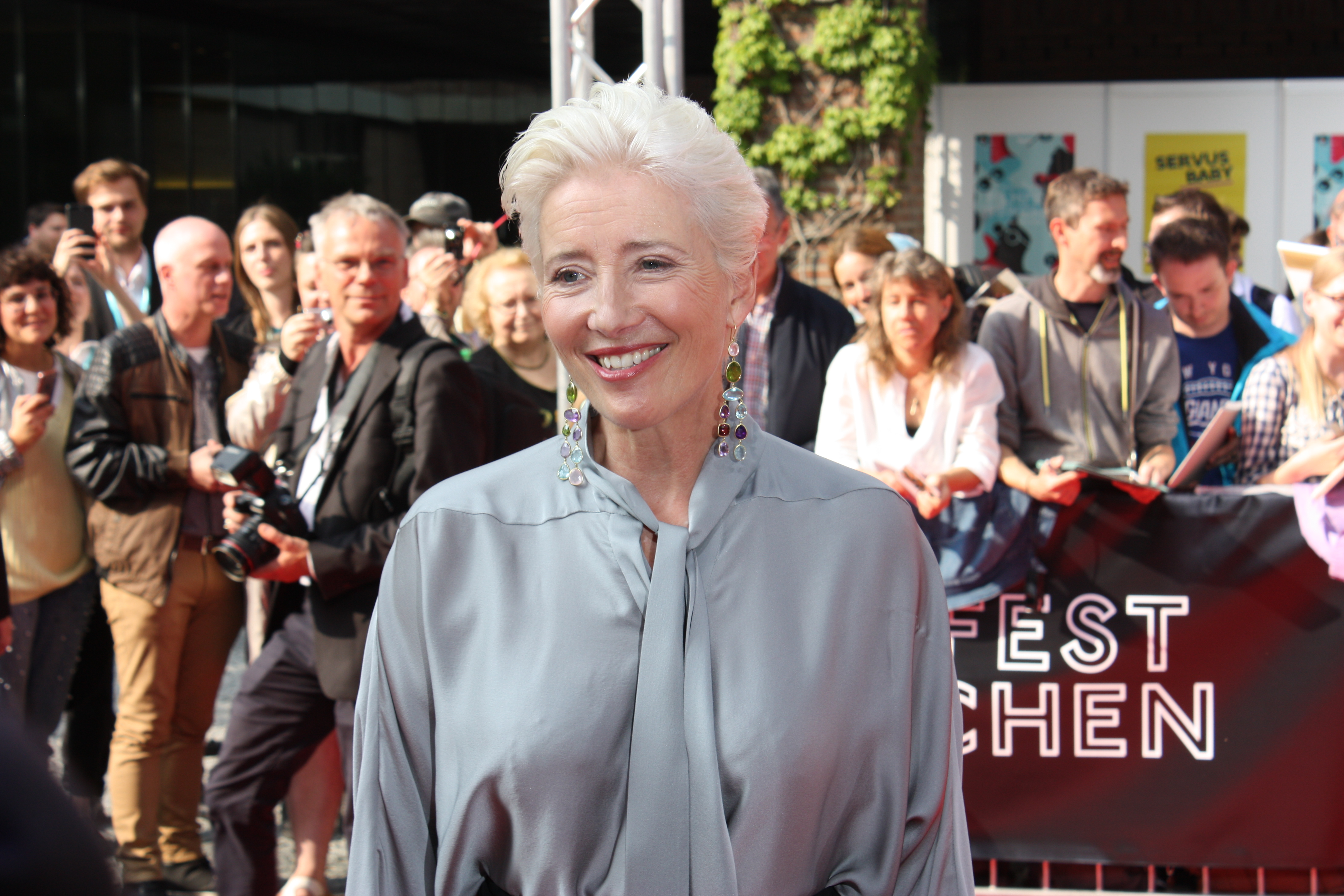
Emma Thompson auf dem Filmfest München 2018

Dame Emma Thompson, DBE (* 15. April 1959 in Paddington, London) ist eine britische Schauspielerin, Filmproduzentin, Drehbuchautorin sowie unter anderem mehrfache Golden-Globe- und Oscar-Preisträgerin.

## Leben und Karriere
Emma Thompson ist die Tochter der Schauspielerin Phyllida Law und des Schauspielers, Regisseurs und Fernsehproduzenten Eric Thompson. Ihre jüngere Schwester Sophie Thompson ist ebenfalls Schauspielerin. Mutter Phyllida spielt gelegentlich in Filmen ihrer ältesten Tochter Emma mit.
Schon während ihres Englischstudiums am Newnham College in Cambridge spielte Thompson Theater und trat zusammen mit Stephen Fry und Hugh Laurie in Sketchen auf, 1992 spielten die drei neben Thompsons damaligem Ehemann Kenneth Branagh die Hauptrollen in dessen Tragikomödie Peter’s Friends. Nach der Ausbildung wurde sie professionelle Schauspielerin. Sie trat in der britischen Comedy-Sendung Alfresco und dem Musical Me and My Girl auf. 1986 spielte sie in der BBC-Fernsehserie Fortunes of War, wo sie ihren späteren Ehemann Kenneth Branagh kennenlernte. 1987 bekam sie ihre eigene TV-Sitcom Thompson.
Mit Wiedersehen in Howards End (1992) hatte Thompson ihren ersten großen Erfolg, wofür sie mit dem Golden Globe und dem Oscar ausgezeichnet wurde. 1994 bekam sie in Junior mit Arnold Schwarzenegger erstmals eine Rolle in einem Hollywood-Streifen. Sie schreibt auch Drehbücher, so für den mehrfach preisgekrönten Kinohit Sinn und Sinnlichkeit (1995), für den sie in der Kategorie Bestes adaptiertes Drehbuch ihren zweiten Oscar erhielt.
Thompson hält einen Rekord bei den Academy Awards: Sie ist die bislang einzige Person, die sowohl einen Oscar für Schauspiel (Beste Hauptdarstellerin für Wiedersehen in Howards End, 1992) als auch für ein Drehbuch (Bestes adaptiertes Drehbuch für Sinn und Sinnlichkeit, 1995) gewinnen konnte. Am 6. August 2010 wurde sie mit einem Stern auf dem Hollywood Walk of Fame geehrt. 2013 stand sie für Saving Mr. Banks, die Hintergrundgeschichte zur Autorin von „Mary Poppins“, sowie für die Romanverfilmung von Beautiful Creatures vor der Kamera.
1986 lernte Thompson bei Dreharbeiten Kenneth Branagh kennen, mit dem sie nach der Hochzeit 1989 auf Theater-Tournee ging und bis zu ihrer Trennung 1995 elf Filme drehte. Seit den Dreharbeiten zu Sinn und Sinnlichkeit (1995) ist Thompson mit ihrem Kollegen Greg Wise liiert, der die Rolle des John Willoughby spielte. 1999 wurde die gemeinsame Tochter Gaia Wise geboren, 2003 heirateten die beiden.
Im Dezember 2003 lernten sie bei der jährlich (unter anderen von Thompson) ausgerichteten Weihnachtsfeier des Londoner Refugee Council den damals 16-jährigen Tindyebwa Agaba (eine Vollwaise aus Ruanda) kennen, der vor seiner Flucht mehrere Jahre lang als Kindersoldat missbraucht worden war und alle Familienmitglieder beim Völkermord in Ruanda und durch AIDS verloren hatte. Thompson nahm ihn unter ihre Fittiche und führte ihn an die englische Sprache heran, die er heute hervorragend beherrscht. Bereits wenige Monate nach ihrer ersten Begegnung adoptierten Thompson und Wise den Jungen. 2009 schloss der 22-Jährige erfolgreich sein Politologie-Studium an der University of Exeter ab. Anlässlich des Weltflüchtlingstages 2015 teilten Thompson und Agaba ihre Geschichte im Rahmen zweier Video-Interviews auf dem offiziellen YouTube-Kanal der UNHCR (UN-Flüchtlingskommission).
Am 9. Juni 2018 wurde sie als Dame Commander des Order of the British Empire geadelt.

## Sonstiges
Thompson gehört zu den Erstunterzeichnern des Aufrufs für eine Parlamentarische Versammlung bei den Vereinten Nationen, die ein erster Schritt zu einem Weltparlament sein soll.

## Filmografie (Auswahl)
Als Darstellerin
- 1987: Fortunes of War (Miniserie)
- 1987: Tutti Frutti (Miniserie)
- 1989: Das lange Elend (The Tall Guy)
- 1989: Henry V. (Henry V)
- 1991: Schatten der Vergangenheit (Dead Again)
- 1991: Verliebt in Chopin (Impromptu)
- 1992: Cheers (Fernsehserie, Folge 10x16)
- 1992: Peter’s Friends
- 1992: Wiedersehen in Howards End (Howards End)
- 1993: Was vom Tage übrig blieb (The Remains of the Day)
- 1993: Viel Lärm um nichts (Much Ado about Nothing)
- 1993: Im Namen des Vaters (In the Name of the Father)
- 1994: Daddy Cool – Mein Vater der Held (My Father the Hero)
- 1994: Junior
- 1995: Carrington – Liebe bis in den Tod (Carrington)
- 1995: Sinn und Sinnlichkeit (Sense and Sensibility)
- 1997: The Winter Guest
- 1998: Judas Kiss
- 1998: Mit aller Macht (Primary colors)
- 2000: Maybe Baby
- 2001: Wit (auch Drehbuch)
- 2002: Der Schatzplanet (Treasure Planet) (Stimme)
- 2003: Tatsächlich… Liebe (Love Actually)
- 2003: Verschleppt (Imagining Argentina)
- 2003: Engel in Amerika (Angels in America) (Fernseh-Miniserie)
- 2004: Harry Potter und der Gefangene von Askaban (Harry Potter and the Prisoner of Azkaban)
- 2005: Eine zauberhafte Nanny (Nanny McPhee)
- 2006: Schräger als Fiktion (Stranger than Fiction)
- 2007: Harry Potter und der Orden des Phönix (Harry Potter and the Order of the Phoenix)
- 2007: I Am Legend
- 2008: Wiedersehen mit Brideshead (Brideshead Revisited)
- 2008: Liebe auf den zweiten Blick (Last Chance Harvey)
- 2009: Radio Rock Revolution
- 2009: An Education
- 2010: Eine zauberhafte Nanny – Knall auf Fall in ein neues Abenteuer (Nanny McPhee and the Big Bang)
- 2010: The Song of Lunch (Fernsehfilm)
- 2011: Harry Potter und die Heiligtümer des Todes – Teil 2 (Harry Potter and the Deathly Hallows: Part 2)
- 2012: Men in Black 3
- 2012: Merida – Legende der Highlands (Brave, Stimme von Königin Elinor)
- 2013: Beautiful Creatures – Eine unsterbliche Liebe (Beautiful Creatures)
- 2013: Wie in alten Zeiten (The Love Punch)
- 2013: Saving Mr. Banks
- 2014: #Zeitgeist (Men, Women & Children) (Stimme)
- 2014: Effie Gray
- 2015: Picknick mit Bären (A Walk in the Woods)
- 2015: Die Legende von Barney Thomson (The Legend of Barney Thomson)
- 2015: Im Rausch der Sterne (Burnt)
- 2016: Jeder stirbt für sich allein (Alone in Berlin)
- 2016: Bridget Jones’ Baby (Bridget Jones’s Baby)
- 2017: Die Schöne und das Biest (Beauty and the Beast)
- 2017: The Meyerowitz Stories (New and Selected)
- 2017: Sea Sorrow (Dokumentarfilm)
- 2017: Kindeswohl (The Children Act)
- 2018: King Lear
- 2018: Johnny English – Man lebt nur dreimal (Johnny English Strikes Again)
- 2019: Late Night
- 2019: Mister Link – Ein fellig verrücktes Abenteuer (Missing Link)
- 2019: Men in Black: International
- 2019: Last Christmas
- 2019: Years and Years (Fernsehserie, sechs Folgen)
- 2020: Die fantastische Reise des Dr. Dolittle (Dolittle) (Stimme)
- 2021: Cruella
- 2022: Meine Stunden mit Leo (Good Luck to You, Leo Grande)
- 2022: What’s Love Got to Do with It?
- 2022: Roald Dahls Matilda – Das Musical (Roald Dahl’s Matilda the Musical)
- 2025: Bridget Jones – Verrückt nach ihm (Bridget Jones: Mad About the Boy)
- 2025: The Dead of Winter

Als Drehbuchautorin
- 1995: Sinn und Sinnlichkeit (Sense and Sensibility)
- 2005: Eine zauberhafte Nanny (Nanny McPhee)
- 2005: Stolz & Vorurteil (Pride & Prejudice) (zusätzliche Dialoge, nicht im Abspann)
- 2010: Eine zauberhafte Nanny – Knall auf Fall in ein neues Abenteuer (Nanny McPhee and the Big Bang)
- 2014: Effie Gray
- 2016: Bridget Jones’ Baby (Bridget Jones’s Baby)
- 2019: Last Christmas

Als leitende Produzentin
- 2009: The Journey (Kurzfilm)
- 2010: Eine zauberhafte Nanny – Knall auf Fall in ein neues Abenteuer (Nanny McPhee and the Big Bang)
- 2019: Last Christmas

## Auszeichnungen
Oscar
- 1993: Beste Hauptdarstellerin für Wiedersehen in Howards End
- 1996: Beste Drehbuch-Adaption für Sinn und Sinnlichkeit

nominiert:
- 1994: Beste Nebendarstellerin für Im Namen des Vaters
- 1994: Beste Hauptdarstellerin für Was vom Tage übrig blieb
- 1996: Beste Hauptdarstellerin für Sinn und Sinnlichkeit

British Academy Film Award
- 1993: Beste Hauptdarstellerin für Wiedersehen in Howards End
- 1996: Beste Hauptdarstellerin für Sinn und Sinnlichkeit

nominiert:
- 1994: Beste Hauptdarstellerin für Was vom Tage übrig blieb
- 2004: Beste Nebendarstellerin für Tatsächlich … Liebe

British Independent Film Award
nominiert:
- 2022: Beste Hauptdarstellerin für Meine Stunden mit Leo (gemeinsam mit Daryl McCormack)[9]

Golden Globe Award
- 1993: Beste Hauptdarstellerin – Drama für Wiedersehen in Howards End
- 1996: Bestes Filmdrehbuch für Sinn und Sinnlichkeit

nominiert:
- 1994: Beste Hauptdarstellerin – Drama für Was vom Tage übrig blieb
- 1994: Beste Nebendarstellerin für Im Namen des Vaters
- 1995: Beste Hauptdarstellerin – Komödie/Musical für Junior
- 1996: Beste Hauptdarstellerin – Drama für Sinn und Sinnlichkeit
- 2009: Beste Hauptdarstellerin – Komödie/Musical für Liebe auf den zweiten Blick
- 2014: Beste Hauptdarstellerin – Drama für Saving Mr. Banks
- 2020: Beste Hauptdarstellerin – Komödie/Musical für Late Night
- 2023: Beste Hauptdarstellerin – Komödie/Musical für Meine Stunden mit Leo

Empire Award
- 2014: Saving Mr. Banks als Beste Darstellerin

Filmfest München
- 2018: CineMerit Award[10]

Locarno Film Festival
- 2025: Leopard Club Award[11]